# Massimiliano Blardone

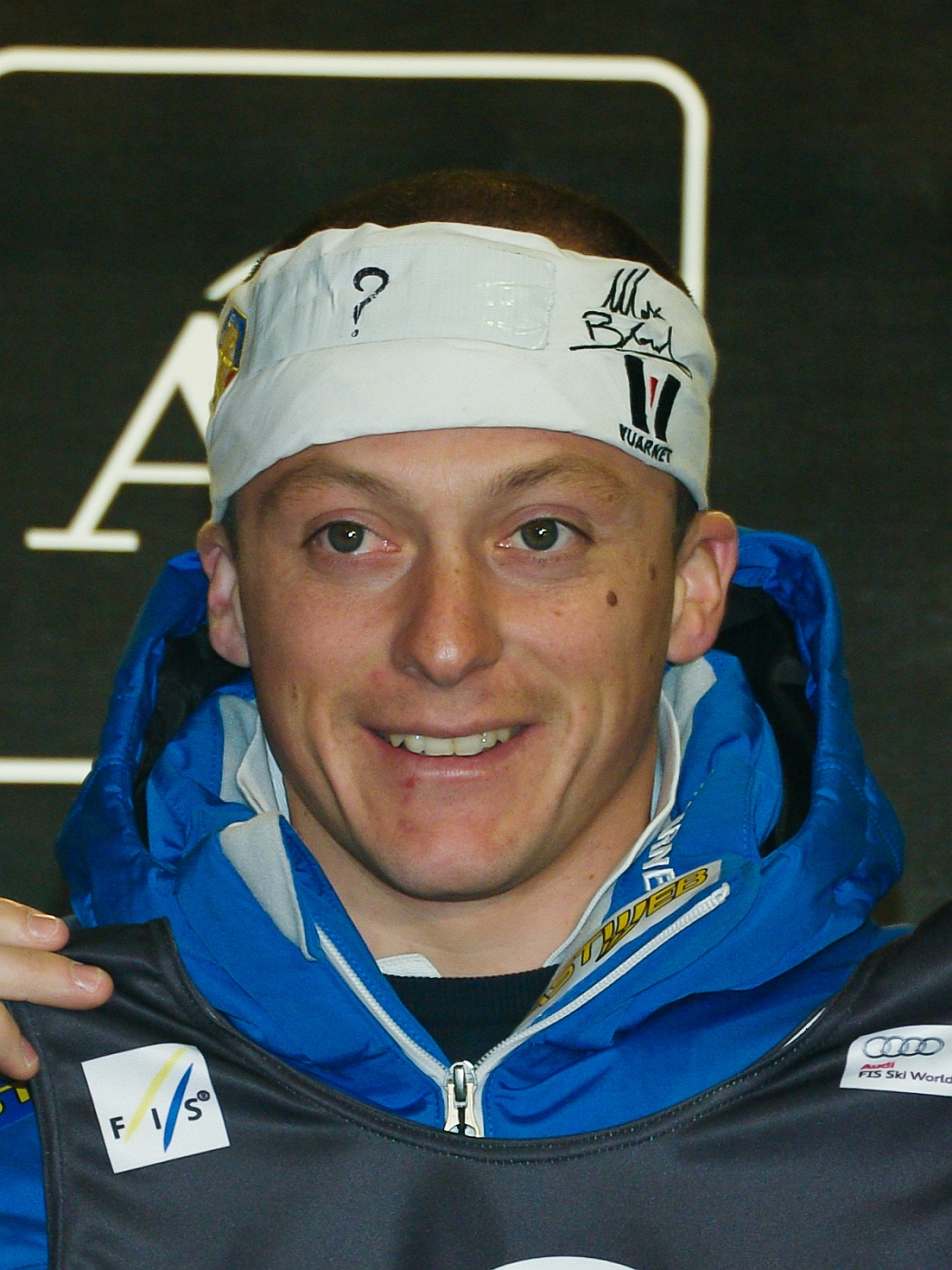
Massimiliano Blardone.

Massimiliano Blardone nació el 26 de noviembre de 1979 en Domodossola (Italia), es un esquiador que tiene 7 victorias en la Copa del Mundo de Esquí Alpino (con un total de 25 podiums).

## Resultados

### Juegos Olímpicos de Invierno
- 2002 en Salt Lake City, Estados Unidos
  - Eslalon Gigante: 8.º
- 2006 en Turín, Italia
  - Eslalon Gigante: 11.º
  - Super Gigante: 29.º
- 2010 en Vancouver, Canadá
  - Eslalon Gigante: 11.º

### Campeonatos Mundiales
- 2001 en Sankt Anton am Arlberg, Austria
  - Eslalon Gigante: 5.º
- 2005 en Bormio, Italia
  - Eslalon Gigante: 20.º
- 2007 en Åre, Suecia
  - Super Gigante: 16.º
- 2009 en Val d'Isère, Francia
  - Eslalon Gigante: 5.º
- 2011 en Garmisch-Partenkirchen, Alemania
  - Eslalon Gigante: 30.º
- 2013 en Schladming, Austria
  - Eslalon Gigante: 11.º

### Copa del Mundo

#### Clasificación general Copa del Mundo
- 2000-2001: 40.º
- 2001-2002: 44.º
- 2002-2003: 36.º
- 2003-2004: 35.º
- 2004-2005: 23.º
- 2005-2006: 17.º
- 2006-2007: 20.°
- 2007-2008: 35.°
- 2008-2009: 28.º
- 2009-2010: 23.º
- 2010-2011: 52.º
- 2011-2012: 26.º
- 2012-2013: 46.º
- 2013-2014: 83.º
- 2014-2015: 107.º

#### Clasificación por disciplinas (Top-10)
- 2000-2001:
  - Eslalon Gigante: 9.º
- 2002-2003:
  - Eslalon Gigante: 5.º
- 2003-2004:
  - Eslalon Gigante: 3.º
- 2004-2005:
  - Eslalon Gigante: 5.º
- 2005-2006:
  - Eslalon Gigante: 2.º
- 2006-2007:
  - Eslalon Gigante: 2.º
- 2007-2008:
  - Eslalon Gigante: 6.º
- 2008-2009:
  - Eslalon Gigante: 4.º
- 2009-2010:
  - Eslalon Gigante: 5.º
- 2010-2011:
  - Eslalon Gigante: 8.º
- 2011-2012:
  - Eslalon Gigante: 3.º

#### Victorias en la Copa del Mundo (7)

##### Eslalon Gigante (7)
| Fecha                   | Lugar              |
| ----------------------- | ------------------ |
| 11 de enero de 2005     | Adelboden          |
| 18 de diciembre de 2005 | Alta Badia         |
| 2 de diciembre de 2006  | Beaver Creek       |
| 8 de diciembre de 2007  | Bad Kleinkirchheim |
| 20 de diciembre de 2009 | Alta Badia         |
| 18 de diciembre de 2011 | Alta Badia         |
| 26 de febrero de 2012   | Crans-Montana      |